# Schull
Pour les articles homonymes, voir Schull (homonymie).
Schull ou Skull (An Scoil en irlandais) est un petit village du Comté de Cork en Irlande.
Situé en bord de mer, le port du village est un haut lieu de la navigation de plaisance. L'île du Fastnet se trouve au large de la baie.
Le village se trouve dans une région très touristique (la péninsule de Mizen Head).
C'est à 5 km de ce village, à Toormore, qu'est assassinée le 23 décembre 1996 Sophie Toscan du Plantier, femme du producteur de cinéma français Daniel Toscan du Plantier.
Depuis 2015, le village de Schull est jumelé avec la ville du Guilvinec qui se trouve dans le sud du Finistère.
Colin Vearncombe, chanteur du groupe Black, y a vécu.